# 1060
1060 (MLX) fue un año bisiesto comenzado en sábado del calendario juliano.

## Acontecimientos
- El Cid es nombrado caballero.
- Al-Muqtadir, rey taifa de Zaragoza, se anexiona la Taifa de Tortosa.
- Mayo: en Italia, el líder normando Roberto Guiscardo conquista Tarento.
- Octubre: la armada bizantina derrota a los normandos y entra en Tarento.

## Nacimientos
- Roger Borsa, segundo hijo de Roberto Guiscardo, duque italiano-normando (f. 1111).

## Fallecimientos
- Emund el Viejo, rey sueco.
- 4 de agosto: Enrique I, rey francés.
- Iamuna Achariá, religioso y escritor hinduista (n. 980).